# Jiralhanae
Los Brutes, o su nombre real Jiralhanae (del latín: Servus Ferox que significa "Esclavo salvaje") es una raza militar extraterrestre con apariencia de gorila en el ficticio Universo de Halo.

## Cultura
Los brutes son originarios del planeta Doisac, cuarto planeta en el sistema Oth Sonin. Posee tres lunas: Warial, Solrapt y Teash. La gravedad del planeta es de 2.1G y su atmósfera es de 1.3 ATM. La superficie tiene temperaturas entre -15 °C y 52 °C. Doisac tiene una población estimada de 12.5 mil millones de habitantes. Su hábitat es descrito con magma y magnetismo. 
Los Brutes son criaturas entusiastas, con tradiciones sangrientas y son grandes creyentes en la promesa del Gran Viaje y en los forerunners.
La mayoría, si no es que todos, tienen nombres parecidos a palabras latinas, algunos ejemplos serían Tartarus y Bracktanus. En Halo: Contact Harvest se revela que la “-us” al final de sus nombres es un honor que denota madurez o experiencia de batalla (similar a la “-ee” en el nombre de los Elites). Sin embargo, en Halo: The Ghost of Onix había un Brute con el nombre de Gargantum, el cual contradecía esta regla. Aunque nunca fue explicado por qué, posiblemente sea porque cada clan o grupo de Brutes tienen diferentes reglas de nombramiento.

## Apariencia
Poseen un aspecto parecido a una combinación de oso con gorila.Tienen gruesos pelajes negros o cafés y debajo de esta tienen una piel gris, y algunos tienen una pequeña barba igualmente café o negra. Son grandes, con apariencia baja y robusta tal vez debido a la gravedad en su planeta, el cual duplica la gravedad terrestre (explicando porque los Brutes pueden saltar 9 metros en la Tierra y otros lugares). Cuando envejecen, su pelaje se vuelve de un gris plateado, el cual es considerado como el mayor signo de respeto para los Brutes.
Tienen unos dientes muy filosos que algunas veces usan como armas. Erguidos miden alrededor de 2,5 metros de altura, son inmensamente fuertes incluso al ser gravemente heridos (existe un punto donde se hartan, tiran su arma y empiezan a pelear mano a mano).

## Rangos

### EnHalo 2
- Brutes guerreros: son aquellos con menor experiencia militar, muy parecidos a los soldados sin rango de cualquier ejército. Se diferencian por su casco azul y son los menos resistentes.

- Brutes Guardianes: en el cambio de guardia del Alto Consejo, solo los Brutes más fuertes y brutales entre todos los soldados, lograron ganar el puesto de Guardias de Honor. Más resistentes y veloces que los Brutes Guerreros, se diferencian por un pequeño adorno en sus hombros, característico del uniforme de los Elites.

- Guardianes comandantes: son los comandantes de los guardias de honor característicos por la armadura de guardia de honor más la banderilla en el hombro, son los equivalentes a los elites guardia de honor ultra.

- Brutes Líderes: líderes de Pelotón, entre las fuerzas regulares, son los más fuertes y tenaces de todos los Brutes, generalmente comandando un pequeño grupo de 6 u 8 Brutes, coordinan y controlan el ataque del resto de los Brutes. Su rango característico es una pequeña bandera sujeta a su espalda.

- Brutes Comandantes: muy poco comunes entre las fuerzas de campo del Covenant, los Comandantes se encargan de coordinar un gran grupo de Brutes en la zona de combate, muy pocas veces se les ve en el campo de batalla. Su pelaje es un poco más claro que el de cualquier otro Brute diferenciándolo del resto.

### EnHalo 3yODST
- Infantería: tienen poca experiencia militar y es el rango más bajo entre los brutes. Armados generalmente con spikers y rifles de plasma. Suelen llevar armaduras azules.

- Capitanes: comandan grupos de infantería Covenant. están armados con cañones brute y cañones de combustible (esta última suele variar). Se dividen en azules (comandan infantería ligera) y amarillos (comandan grupos de vehículos, hunters y brutes). Son el segundo escalón en la jerarquía brute, se caracterizan por la cornamenta de su casco.

- Body Guard: variantes brute fáciles de identificar por su colo rojo carmesí muy poco comunes pero ligeramente más resistentes, suelen armarse de aplastadores, spikers y cañones brute.

- Spec Ops: Especializados en tácticas de flanqueo, y asalto sigiloso. se dividen según su equipamiento (mochila propulsora o camuflaje activo).

- Heroe o líder: es el rango más alto (además de cacique) en los brutes. Se dividen en según su armamento:

Martillo gravitatorio: Poseen una gran cornamenta y armadura negra. Poseen el equipamiento "invencibilidad" lo que los hace inmunes a cualquier daño por unos instantes. son los más comunes y los encontraras en todas las misiones de halo 3, y en fire fight de Halo 3: ODST al final de cada ronda. solo lideran brutes.
Torreta de plasma: De mayor rango que el anterior, no cuenta con invencibilidad. solo aparecen 5 veces en halo 3. su armadura es dorada (no confundir con los capitanes amarillos) su armadura es más detallada, igualmente lideran solo brutes pero solo de alto rango, y covenants spec ops además de vehículos e infantería pesada. 
Cañón de combustible: Es solo una variante del anterior con un arma diferente.

### EnHalo Reach
Guerreros: similares a los aparecidos en Halo 2, la diferencia es que tienen una armadura azul que cubre gran parte de su cuerpo, además de que el casco es más grande. Suelen armarse de Spikers.
Capitanes: Similares a los capitanes amarillos de Halo 3, la diferencia radica en que estos no portan escudos de energía. Suelen armarse de repetidores, spikers, rifles de conmoción y martillos (este último suele variar y al principio se confunde con un líder).
Caudillo Brute: es el Brute con más rango en la infantería incluso que el Elite Consejero. Normalmente aparecen con martillos o cañones de combustible, aunque también usan lanzadores de plasma o torretas.

## Armas usadas en combate
- Rifle de plasma (Halo 3 y en varios niveles de Halo 2)
- Rifle de plasma brute (Halo 2 y Halo 3: ODST).
- Carabina
- Cañón brute
- Rifle de batalla BR55
- Escopeta M90 (solo dos brutes en el nivel El gran viaje de Halo 2)
- Aplastador (Halo 3 y Halo 3: ODST)
- Granada de plasma (Halo 2 y Halo 3 por los brutes)
- Martillo gravitatorio (Halo 3, Halo 3: ODST, Halo: Reach y usado solo por Tartarus en Halo 2)
- Spiker (Halo 3, Halo 3: ODST y Halo: Reach)
- Granada pinchuda (Halo 3 y Halo 3: ODST)
- Granada incendiaria (ídem)
- Repetidor de plasma (Halo: Reach)

## Vehículos usados en combate
- Wraith
- Ghost
- Moto brute (Halo 3 y Halo 3: ODST)
- Spectre (Halo 2)
- Prowler (Halo 3)
- Banshee
- Wraith antiaéreo